# Eutrepsia phoebe
Eutrepsia phoebe är en fjärilsart som beskrevs av Druce 1889. Eutrepsia phoebe ingår i släktet Eutrepsia och familjen mätare. Inga underarter finns listade i Catalogue of Life.